# مجدل بلهیص
مجدل بلهیص (به عربی: مجدل بلهیص) یک منطقهٔ مسکونی در لبنان است که در شهرستان راشیا واقع شده‌است. مجدل بلهیص ۸۰۰ نفر جمعیت دارد و ۱٬۱۰۰ متر بالاتر از سطح دریا واقع شده‌است.